# Lee Bartlett
Lee Marion Bartlett (* 30. März 1907 in Hillsdale, Michigan; † 31. Oktober 1972 in Dearborn Heights, Michigan) war ein US-amerikanischer Leichtathlet, der sich auf den Speerwurf spezialisiert hatte. 

## Aktive Karriere
Lee Bartlett besuchte die High School in Union City und ging 1926  auf das College von Albion. Dort begann er seine sportliche Laufbahn als Leichtathlet und Speerwerfer. 1928 wurde Bartlett Meister der National Collegiate Athletic Association und wurde in die US-amerikanische Olympiaauswahl berufen. In Amsterdam konnte er sich jedoch in der Qualifikation nicht durchsetzen und schied, auf Platz 16 liegend, aus. 
Vier Jahre später, bei den Olympischen Spielen im eigenen Land, qualifizierte sich Bartlett mit der viertbesten Weite für das Finale. Hier konnte er sich nicht verbessern und fiel auf Rang 5 zurück, war damit aber immer noch der beste US-Amerikaner im Wettbewerb. Ein Jahr später, 1933, wurde er zum ersten und einzigen Mal US-amerikanischer Amateurmeister im Speerwurf. 
1936 qualifizierte er sich als Bester der Olympiaausscheidungen für die Olympischen Spiele in Berlin. In Berlin gab es nach einer Qualifikationsrunde ein Halbfinale, in dem sich sechs Athleten für das Finale qualifizieren konnten. Bartlett erreichte das Halbfinale, schied dort jedoch als Zwölfter aus.
Auch nach Ausbruch des Zweiten Weltkrieges blieb Lee Bartlett aktiver Speerwerfer. Bei einem Wettbewerb in Grand Rapids warf er 1940 mit 73,15 m seine persönliche Bestweite. 1942 beendete er seine sportliche Karriere.

## Spätere Karriere
Lee Bartlett arbeitete 30 Jahre lang als Lehrer und Trainer in Dearborn. Am 31. Oktober 1972 verstarb er im Alter von 65 Jahren. 